# Tazates Gentúnio
Tazates Gentúnio (em latim: Tazates; em grego: Τατζάτης, Tatzátēs), Tazácio (Tazatius; Τατζάτιος, Tatzátios) ou Tachate (em armênio/arménio: Տաճատ; romaniz.: Tačat; m. 451) foi um nobre armênio (nacarar) do século V da família Gentúnio, ativo durante o reinado do xainxá Isdigerdes II (r. 438–457).

## Nome
Tazates (Tazates; Τατζάτης, Tatzátēs) ou Tazácio (Tazatius; Τατζάτιος, Tatzátios) são as formas latina e grega do armênio Tachate (Տաճատ, Tačat). Sua origem é desconhecida, mas pode ter uma vaga relação com o persa novo daxade (داشان, dašād) ou daxã ((داشات, dašān).

## Contexto

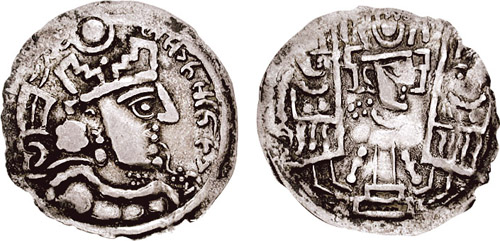
Dracma de r.

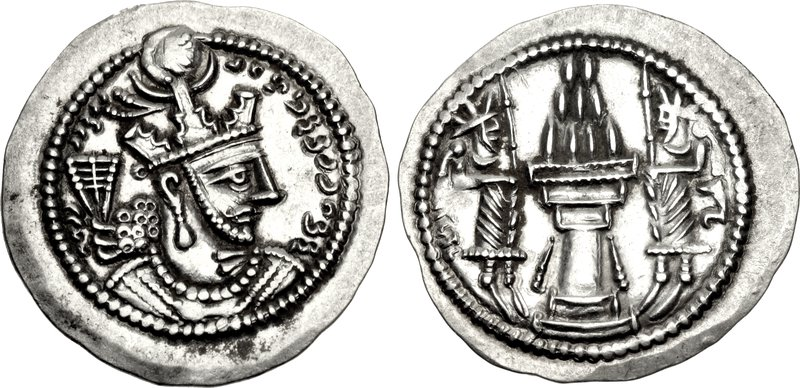
Dracma de r.

Em 428, os nacarares da Armênia peticionaram ao xainxá Vararanes V (r. 420–438) para que destronasse o rei Artaxias IV (r. 422–428) e abolisse a dinastia arsácida. Para governar o país, Vemir-Sapor foi nomeado como marzobã e e Vaanes II foi designado à tenência real. Vemir-Sapor morreu em 442, após uma administração considerada justa e liberal, na qual conseguiu manter a ordem sem ferir o sentimento nacional de frente. Vasaces I substituiu-o como marzobã. Vararanes permitiu a manutenção do cristianismo, enquanto procurava acabar com a influência do Império Bizantino sobre a Igreja da Armênia ao anexá-la à Igreja do Oriente. Contudo, seu filho e sucessor, Isdigerdes II (r. 438–457), era um pietista masdeísta e se comprometeu a impor o masdeísmo na Armênia.

## Vida
A parentela de Tazates é desconhecida, salvo que pertencia à família Gentúnio. Foi um dos nobres que lutaram na revolta de Vardanes II Mamicônio (450–451) contra Isdigerdes II e suas políticas religiosas. Na decisiva Batalha de Avarair de 26 de maio de 451, liderou as tropas de apoio da terceira divisão do exército rebelde. Foi um dos nobres que morreram em combate. A tradição histórica afirma que foi sepultado no mausoléu anexo à Igreja de São Vardanes da aldeia abandonada de Zovuni, em Aparã, na Armênia.